# Руднев, Владимир Иванович (психиатр)
Влади́мир Ива́нович Ру́днев (1870—1951) — российский и советский психиатр, психолог, историк медицины. Доктор медицинских наук (1905), профессор (1918).
Являлся членом-учредителем Киевского психиатрического общества, действительным членом Казанского общества невропатологов и психиатров, секретарем Общества русских врачей Одессы.

## Биография
Родился в 1870 году в Новочеркасске в семье священника.
С шести лет обучался в церковно-приходской школе, с девяти лет — в классической гимназии. В 1891 году поступил на медицинский факультет Казанского университета.
По окончании университета в 1897—1900 работал ординатором клиники нервных и душевных болезней при Киевском университете. В 1900 году Руднев переехал в Одессу, стал ординатором городской психиатрической больницы, проработав в ней по 1910 год. Здесь в 1905 году защитил докторскую диссертацию «О дрожании при нервных и душевных болезнях».
Увлекался историей медицины, работал с историческими источниками в Акропольском и Национальном музеях Греции, в Египте (в Каире) изучал медицинскую литературу и мумии фараонов, в Турции исследовал памятники византийской медицины. Совершил ознакомительные поездки в Австрию, Германию, Италию, Польшу, Швейцарию.
В 1910 году Руднев переехал из Одессы в Саратов, где был назначен директором местной психиатрической лечебницы. В 1914 году был избран приват-доцентом кафедры нервных и психических болезней, в 1918 — профессором кафедры истории и энциклопедии медицины Саратовского университета и одновременно профессором судебной психопатологии на факультете общественных наук.
В 1924 году Владимир Иванович переехал в Узбекистан. Там был избран профессором кафедры психиатрии медицинского факультета Среднеазиатского государственного университета, одновременно — профессором судебной психопатологии и профессором дефектологии на восточном факультете университета. В 1928 году он переехал в Баку и был избран профессором нервных и душевных болезней Азербайджанского университета.
С 1932 по 1939 годы Руднев находился на академической пенсии, продолжал работать над переводом трудов Гиппократа. С 1939 года заведовал кафедрой психиатрии Самаркандского медицинского института им. И. П. Павлова. В 1945—1950 годах читал в этом институте курс по истории медицины.
В 1950 году вышел на пенсию по инвалидности. Умер в Самарканде в 1951 году.

## Труды
В. И. Руднев исследовал различные проблемы психиатрии, психоанализа, психологии, нейрофизиологии, невропатологии, истории медицины, физиологии, философии. Придавал большое значение гармоническому синтезу философских и медицинских знаний. Автор более 50 статей по различным проблемам психиатрии, невропатологии, психоанализа, нейрофизиологии, истории медицины и др.
Является автором ряда статей по психоанализу:
- «Психология слепого» (1910),
- «Психология сновидений» (1915),
- «О сновидениях по Гиппократу» (1916),
- «Психологический анализ „Призраков“ Тургенева» (1924).

### Интересный факт
В течение 45 лет продолжалась кропотливая подвижническая творческая работа профессора В. И. Руднева над переводом с греческого на русский язык трудов великого врача древности — Гиппократа. Она началась ещё до 1905 года, когда им были переведены на русский язык «Афоризмы» и первые 24 статьи.
Президент Академии наук СССР академик В. Л. Комаров 8 августа 1937 года приветствовал В. И. Руднева в специально присланном ему письме со словами:

«Изданный в вашем переводе том сочинений Гиппократа является чрезвычайно ценным пособием, так как наталкивает на правильное разрешение многих медицинских вопросов. И врач, и философ найдут в нем для себя очень много ценного».

## Награды
- Награждён орденом Трудового Красного Знамени (21.10.1945), и медалями, среди которых «За победу над Германией в Великой Отечественной войне 1941—1945 гг.» и «За доблестный труд в Великой Отечественной войне 1941—1945 гг.».
- Заслуженный деятель науки Узбекской ССР (1945).